# The Pot
The Pot je píseň americké skupiny Tool vydaná jako druhý singl z jejich čtvrtého alba 10,000 Days. Píseň dosáhla prvního místa v hitparádě Hot Mainstream Rock Tracks. V roce 2008 obdržela píseň nominaci na Grammy v kategorii Best Hard Rock Performance.

## Osazenstvo
Tool
- Danny Carey – bicí
- Justin Chancellor – basová kytara
- Adam Jones – kytara
- Maynard James Keenan – zpěv

Produkce
- Joe Barresi
- Bob Ludwig – mastering